# Операторы логической свёртки сигнала
Синхронный унитарный сигнал (СУС) — синхронная последовательность единиц, в которой информационная величина представляется в виде Р-ряда (P — prima) или Z-ряда (Z — zero). Информационным параметром является длина (NР) Р-ряда и длина (Nz) Z-ряда.
На дискретной шкале СУС может быть записан в алгебраической или логической форме, например А(p) = Pk + Pm, или А(p) = Pk ۷ Pm,
где k, m — показатель степени, определяющий местоположение переменной P в ряду.
Для компактности удобно пользоваться векторной формой записи многочленов, например А(p) = А(k, m)= Рк+ Рк+1+ Рк+2+ …..+ Pm,
где к — начало, m — конец ряда, ", " — символ итерации (продолжения) ряда.
В результате такого представления преобразование сигналов может быть сведено к преобразованию PZ-рядов.
Синхронная логическая свёртка (СЛС) — логическая функция, определяющая логическую операцию с входными задержанными и не задержанными PZ-рядами [1]. Общее число СЛС определяется выражением M=2N!, где Np(Nz) — длина ряда. Провести систематизацию такого огромного числа функций невозможно. Из всего многообразия функций выделяют первичные или, как их называют, нормальные формы: дизъюнктивную, конъюнктивную и полиномиальную (сложение по модулю два).
Оператор логической свёртки (ОЛС) — устройство, состоящее из логического и задерживающего элементов, реализующее элементарную СЛС.
Процедура СЛС — последовательная совокупность действий, выполняемых ОЛС для достижения заданного результата.
Конвейер обработки сигналов, основанный на разделении процесса обработки на отдельные процедуры. Каждая процедура реализуется на операторах логической свёртки.
Виды синхронной логической свёртки
Синхронная логическая свёртка, определяющая логическую операцию с входными и задержанными PZ-рядами [1].
Выделяют:
Cδ — дизъюнктивная, Ck — конъюнктивная структуры, Cφ — конъюнктивная с инверсией задержанной переменной, Cs — конъюнктивная с инверсией входной переменной, Cμ — сложение по модулю два входной и задержанной переменных, B(p) — многочлен задержки, А(p) — входная последовательность.
1. Действия с СЛС сводятся к операциям с многочленами и к приведению подобных членов по правилам логического сложения, умножения и сложения по модулю два.
2. Результатом действия логической свёртки на входной сигнал является выходной ряд, определяемый видом входного ряда и видом свёртки.
3. С помощью функционально полного набора операторов свёртки реализуется любая процедура свёртки:
- представление сигналов в виде PZ-рядов,
- описание процедур преобразования PZ-рядов с помощью логических операторов позволяет реализовать разнообразные устройства по принципам конвейерной логической обработки сигналов операторами свёртки, что представляют собой новое, альтернативное цифровой обработке сигналов, научное направление логической обработки сигналов на основе программируемой логики.

## Список литературы
- Новиков Л. Г. Синхронная логическая свёртка.// Сборник научных трудов. — М.:МИФИ, 2005. Т12. С. 60.Т.
- Новиков Л. Г. Операторы, процедуры и алгоритмы обработки синхронных последовательностей сигналов. // Сборник научных трудов. — М.:МИФИ, 2005. Т12. С. 57 — 59.
- Новиков Л. Г., Сивков С. И. Фазовый конвертер с векторным управлением. // Приборы и системы. Управление, контроль, диагностика. — № 12. — 2012. — С. 30 — 32.